# Diplusodon quintuplinervius
Diplusodon quintuplinervius là một loài thực vật có hoa trong họ Lythraceae. Loài này được (Nees) Koehne mô tả khoa học đầu tiên năm 1877.